# レイヴ
- レイヴ
- レイブ

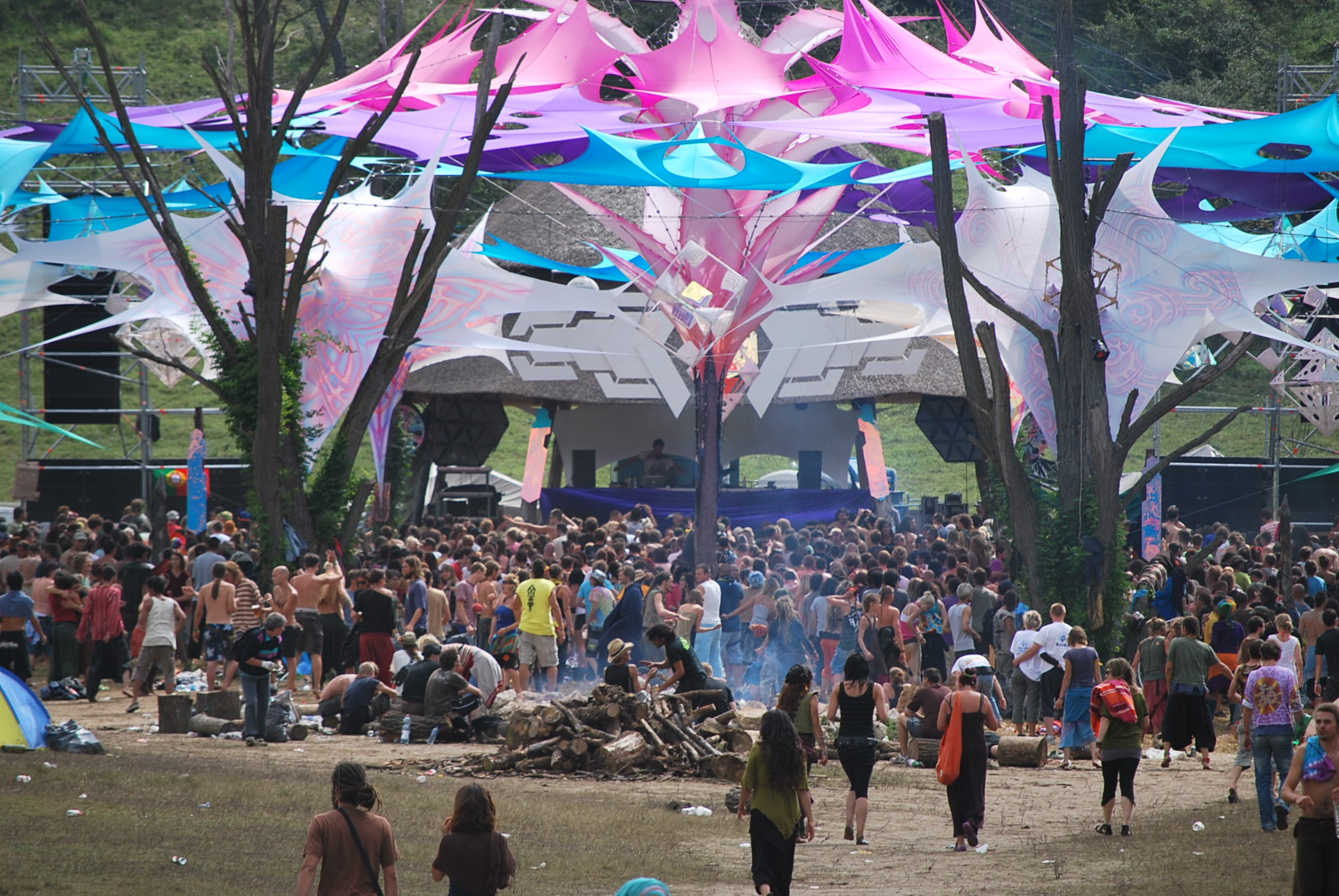
レイヴ

レイヴ（レイブ・英語: rave）は、ダンス音楽を一晩中流す大規模な音楽イベントやパーティーのことである。毎週決まった場所で行われるクラブイベントなどとは異なり、屋外や特別な会場で行われる、1回限り（もしくは年1回など）のイベントであり、また規模も通常のクラブより大きいことがほとんどである。
raveという言葉の由来は、古フランス語の"to dream; wander here and there, prowl; behave madly, be crazy,"といった意味をもつraverという語が英語化したもの、ロンドンのジャマイカ系移民の間で使われる「パーティ」を意味するスラング、「revolution live」からの造語といった説がある。

## 歴史
現在見られるようなレイヴが生まれたのは、1980年代後半の英国である。それまで若年層の夜間の娯楽は屋内を舞台とすることが多かったが、アシッド・ハウスやテクノという当時の最新音楽の流入と、エクスタシーなどの多幸系ドラッグの流行により、大きくその志向が変化した。レイヴの原型は、当時の若者たちがそれまでのナイトクラブやディスコになかったまったく新しいパーティー経験と音楽を求め、ウェアハウス（倉庫）や郊外の廃屋や農場などを利用してフリー（無料）・パーティーを自らの手で開いたものである。
こうした「レイヴ」の開催や集客は既存メディアや音楽業界に頼らず口コミだけで行われたが、やがて毎週末には辺鄙な場所にあるレイヴ会場にレイヴァー（レイバー）と呼ばれる参加者たちが集まるようになってくる。レイヴは、それまでに無かった音楽性やそのフリー・パーティーの享楽性と連帯感などにより多くの若者を惹きつけ、巨大なムーブメントへと爆発的に成長した。この動きはしばらく遅れて世界各国に波及する。

## クリミナル・ジャスティス法
しかし、その大きな要素の一つであったドラッグの広範囲な使用や社会不安の原因となるといった観点から、政府や警察はレイヴを危険視し、強力に取り締まることとなる。また、レイヴが巨大化して参加者が増えるにつれ、商業目的として多額の参加料を徴収するレイヴが出現し、巨額の利益を上げるようになっていく。やがて、ブームの沈静化とレイヴを取り締まる法案が提出された。それが「クリミナル・ジャスティス・ビル」であり、当初は法案（Bill）として提出され、のちに法制（Act）化されたイギリスの1994年刑事司法および公共秩序法である。これはジョン・メージャー内閣の内相マイケル・ハワードによって立案され、第5部において「反復するビート（repetitive beats）」に対する規制を定めた。この法案に対しては、約10万人の大規模な反対デモも実施された。やがて、レイヴカルチャーの象徴である巨大な野外での違法レイヴはその数を減らし、それに代わって警察の認可下にて巨大な会場で有名なDJやダンス系のバンドを集めて行われる、合法的なレイヴが主体となっていった。また、非商業・音楽志向のレイヴのDJやクラバーは、その活動場所をクラブへ移していくこととなる。
しかしながら規模は小さくなったものの、アンダーグラウンドのフリー・パーティーやウェアハウス・パーティー（warehouse party。空き倉庫で行われるパーティー）も未だに世界各国で開催され続けており、クラブ音楽の重要な側面として存在している。また、1990年代終盤からのトランス音楽の流行に伴い、再び一部の地域でレイヴが盛んになってきているほか、ドイツのベルリンのように市当局が観光振興のために多くのスポンサーから協力を得て、商業的ながらも無料の巨大なレイヴ「ラブパレード」を開催しているような例もある。こうした体制に取り込まれる動きや商業目的のレイヴには、かつての非商業的でDIY精神に溢れていたアナーキーなレイヴを知る人間からは批判も多い。
現在において、レイヴ・パーティーの定義はその国や人によって多様である。いわゆる違法のフリーパーティーやウェアハウス・パーティーのみをレイヴと呼ぶ者もいれば、WIREのような大規模なコンサート形式のものを含めてレイヴと呼ぶ者もいる。

## レイヴの音楽
初期のレイヴの音楽は、アシッド・ハウスと呼ばれる音楽や、シカゴ・ハウス、テクノなどが主であった。当初はアメリカのそれまで知られていなかったこうした音楽（「テクノ」はレイヴでヒットしていたデトロイトの新しい音楽を英国のメディアが命名した音楽ジャンルである）を輸入してDJ達がプレイしていたが、やがて英国や欧州からもその影響の下にオリジナルな音楽を作成するアーティストが多数現れた。代表的なものとしてレイヴ・アンセムとなったシングル「チャーリー」などで知られるプロディジー、「GO」のモービーなどがいる（その後レイヴ・ブームが去った後、この両者ともその音楽スタイルを完全に変えて世界的な大スターとなる）。
近年では大規模なレイヴでは音楽のジャンルとしてはトランスやハード・ハウス、ガバなどが主流ではあるが、欧州を中心にハウスやテクノをメインとしたレイヴも存在している。

## レイヴのファッション
イギリスでの当初のレイヴでは、それまでのドレスアップしていくナイトクラブやディスコとは違って、ドレスダウンしたカジュアルな服装が中心となった。基本的に屋外イヴェントであることがその理由である。60年代のヒッピー的サイケデリック・ファッションもおおかった。このドレスダウンの流れは現在のテクノやハウスのクラブのファッションにも引き継がれている。

## レイヴの種類

### フリー・パーティー
もっとも原型のレイヴに近い。人里離れた場所などでDJやサウンド・システムを設置してゲリラ的に行われるもので、口コミやチラシやインターネットなどによって集客を行う。屋内で行われる場合、ウェアハウス・パーティーなどとも呼ばれる。音楽の種類はその国により様々であるが、日本においてはトランス音楽などが主流である。開催費用については無料か、もしくは必要経費を参加者からカンパしてもらう形式となっている。法律に抵触するかに関係なく、当局によって中止を命じられることがしばしばあるため、開催当日までは場所を伏せておくなどの手法が用いられることもある。また、都市の公園などで合法的に小規模なものが開かれることもあるが、こうした形式のものはレイヴとは呼ばれないことが多い。

### ダンス・フェスティバル
田舎や郊外の野外などで合法的に行われる、商業的で大規模なダンス音楽を中心としたフェスティバル。国や人によってはこれをレイヴの範疇に入れないところもある。有名なものは海外ではバーニングマン、Dance Valley Festival、Creamfields、Homelandsが、日本ではMt.FUJI FESTIVAL、メタモルフォーゼ、渚音楽祭などがある。警察や開催地当局の許可の下、プロのプロモーターの会社が開催するものがほとんどとなっている。入場料は高額であるが、有名なDJやバンドが多数プレイすることが多い。また、合法的に行われ、多数の警察官やセキュリティも会場内に滞在している。数日間に渡って開催されるものが多く、参加者はキャンプをして過ごすこととなる。従来から英国などで盛んであったグラストンベリー・フェスティバルなどのロックを中心とした、野外フェスティバルの流れと一体化したものとも言える。また、ロックを中心とした野外フェスティバルでも会場の一部をこうしたダンス音楽中心のものとするケースが多い。

### 商業レイヴ
都市内の大会場で有名なスターDJを集めて一晩限りで行われるもの。そのために参加が容易であり、初心者向けである。英国やドイツなどの欧州で盛んであり、日本ではWIRE、METAMORPHOSE、ソルスティスミュージックフェスティバル
、S.O.S festival、The Gathering、エレクトラグライド、RAINBOW2000、アルカディアなどが有名である。
日本で初めて商業レイヴが行われたのは、1992年末から1993年初頭にかけて、横浜ベイサイドクラブにて9回に渡って開催された「TK RAVE FACTORY」。仕掛け人は小室哲哉で、このイベントに合わせてtrf（後のTRF）が結成された。

## 麻薬問題
イギリスやヨーロッパでは、レイヴの場でMDMAや大麻などがしばしば使われた。
日本では、2008年に群馬県で催されたレイヴで薬物所持や使用の容疑により、みなかみ町で8人、嬬恋村で3人が逮捕された。また、同年6月に行われた同じレイヴの参加者1人がその翌日に会場近くで倒れて3日後に死亡し、体内から薬物が検出された。
2009年2月には山梨県の鳴沢村で行われたレイヴの参加者のうち6人が逮捕され、同年8月には滋賀県高島市朽木地区でのイベントに向かう途中の6人が麻薬所持容疑でそれぞれ逮捕されている。
2014年11月には群馬県下仁田町で、参加者59人のうち25人が薬物所持の疑いで逮捕された。

## 関連文献
- 野田努, 宝島編集部 企画・編集『クラブ・ミュージックの文化誌 : ハウス誕生からレイヴ・カルチャーまで』（JICC出版局、1993年、ISBN 978-4796606202）
- 清野栄一 著『RAVE TRAVELLER : 踊る旅人』（太田出版、1997年、ISBN 978-4872333435）
- 鶴見済, 清野栄一著、木村重樹編集・構成『レイヴ力』（筑摩書房、2000年、ISBN 978-4480873255）
- 草刈朋子 編・著『ラブ・キャンプ : ロックフェス&レイヴ・パーティー・キャンプ・マニュアル』（マーブルトロン、2001年、ISBN 978-4123900393）
- 頑津雲天 著『世界のレイヴの歩き方』（DU BOOKS、2015年、ISBN 978-4907583415）
- マシュー・コリン 著、坂本麻里子 訳『レイヴ・カルチャー : エクスタシー文化とアシッド・ハウスの物語』（Pヴァイン、2021年、ISBN 978-4910511023）